# 飯島淳一
飯島 淳一（いいじま じゅんいち、1954年8月28日 - ）は、日本のシステム科学者。東京工業大学名誉教授。東京理科大学教授。元経営情報学会会長。

## 人物・経歴
北海道生まれ。1977年東京工業大学工学部制御工学科卒業。高原康彦研究室出身。すずかけ台キャンパスの大学院総合理工学研究科システム科学専攻松田武彦・高原研究室に進学し、ブロツワフ工科大学とリンツ大学留学を経て、1982年東京工業大学大学院総合理工学研究科システム科学専攻博士課程単位取得満期退学、東京工業大学大学院総合理工学研究科助手。1983年工学博士。その後大岡山に戻り、工学部経営工学科助手、助教授を経て、1996年、高原の後任として大学院社会理工学研究科経営工学専攻教授に就任。東京工業大学社会人教育院長、IT戦略本部電子行政に関するタスクフォース臨時構成員、日本ビジネスプロセス・マネジメント協会副会長などを歴任。2006年経営情報学会会長。2016年東京工業大学工学院経営工学系教授。2020年定年退職、東京工業大学名誉教授、東京理科大学経営学部経営学科教授。2021年東京理科大学経営学部国際デザイン経営学科主任。

## 著書
- 『コンピュータ・システム―8086で学ぶ仕組みと働き』（高原康彦との共著）共立出版社 1987年
- 『ワークフロー―ビジネスプロセスの変革に向けて』日技科連出版社 1998年
- 『ワークフローの実際』日技科連出版社 1999年
- 『ビジネスプロセスモデリング 』（戸田保一との共編） 日科技連出版社 2000年
- 『入門 情報システム学』日科技連出版社 2005年
- 『成功に導くシステム統合の論点』（経営情報学会システム統合特設研究部会編）日科技連出版社 2005年